# Friedrichshof (Bindlach)
Friedrichshof ist ein Gemeindeteil der Gemeinde Bindlach im Landkreis Bayreuth (Oberfranken, Bayern). Friedrichshof liegt in der Gemarkung Benk.

## Geografie
Die Einöde liegt auf freier Flur südlich der Kronach an der Staatsstraße 2460, die nach Neudorf (0,3 km nordöstlich) bzw. nach Benk verläuft (1,8 km südwestlich).

## Geschichte
Friedrichshof wurde in der ersten Hälfte des 20. Jahrhunderts auf dem Gemeindegebiet von Benk gegründet. Auf einer topographischen Karte von 1939 wurde der Ort erstmals verzeichnet, jedoch noch ohne Namen. Am 1. Januar 1978 wurde Friedrichshof nach Bindlach eingemeindet.

### Einwohnerentwicklung
| Jahr      | 001950 | 001961 | 001970 | 001987 |
| Einwohner | 4      | 10     | 5      | 6      |
| Häuser    | 2      | 2      |        | 1      |
| Quelle    | [ 9 ]  | [ 10 ] | [ 11 ] | [ 1 ]  |

## Religion
Friedrichshof ist evangelisch-lutherisch geprägt und nach St. Walburga (Benk) gepfarrt.